# Nissan Be-1, Pao, S-cargo et Figaro
Pour les articles homonymes, voir Cargo et Figaro (homonymie).
À l'aube des années 1990, Nissan a créé des séries limitées de véhicules au style décalé : les BE-1, Pao, S-cargo et Figaro.
Ces quatre automobiles ont été produites entre 1985 et 1991. Elles sont basées sur une plateforme de March/Micra. Leur moteur est un 987 cm3 (turbocompressé sur la Figaro). Elles ne seront vendues qu'au Japon. Chaque modèle est doté d'un tableau de bord spécifique et assorti avec l'apparence des autos. La S-Cargo, plus volumineuse, est basée sur la Nissan Sunny B11, et sa mécanique 1.5L (Moteur E15S).
Ces quatre automobiles sont représentatives de la bonne santé financière de l'industrie automobile nippone à la fin des années 1980, alors que la bulle spéculative n'avait pas encore éclaté et provoqué la crise financière du pays.

## Nissan BE-1
La BE-1 est une berline deux portes 4 places, interprétation moderne de l'Austin Mini.

## Nissan Pao
La Pao est une berline à 3 portes et 4 places lancée en janvier 1989. Elle est commercialisée et produite uniquement sur le marché japonais.
La Pao est également disponible dans une version Canvas Top, qui dispose d'un toit en toile découvrable.
Les derniers exemplaires de cette berline sont livrés en février 1991. La Pao n'est remplacée par aucune autre automobile.

### Conception
Le prototype de la Pao est présenté au salon de Tokyo en octobre 1987.
La version de série, dessinée par Naoki Sakai, s'inspire de plusieurs automobiles différentes et adopte un design néo-rétro. Les panneaux de carrosserie striés, le système d'ouverture des vitres latérales à l'arrière ou encore l'élévation du centre de gravité viennent de la Citroën 2 CV ; le capot arrondi, les phares ronds et les pare-chocs tubulaires de la Renault 4 ; les charnières de porte apparentes de la Mini ; l'ouverture du hayon en deux parties de l'Austin A40 Farina Countryman.

#### Caractéristiques techniques
Cette automobile dispose d'une base technique issue de la Nissan March K10.

## Nissan S-Cargo
La S-Cargo est une petite fourgonnette 2 portes et 2 places produite entre 1989 et 1992.
Son nom est une contraction de « Small Cargo ». Il pourrait également s'agir d'une référence au mot « escargot », rappelant la forme de la voiture et le modèle français qui lui aurait servi d'inspiration : la Citroën 2CV fourgonnette.

## Nissan Figaro
La Figaro est une citadine 2+2 places découvrable inspirée de la Panhard Junior de 1951. Elle est produite à 20 073 exemplaires uniquement en 1991 et fut attribuée par trois tirages au sort la même année.
Elle fut présentée pour la première fois au Salon de l'automobile de Tokyo en 1989 avec le slogan « Back to the Future » (« Retour vers le Futur »).
Elle est équipée de série de sièges en cuir couleur ivoire, de la climatisation, d'un lecteur CD, de poignées et d'inserts chromés ou encore d'un tableau de bord peint.
Les quatre teintes disponibles rappellent les quatre saisons : Topaz Mist l'automne, Emerald Green le printemps, Pale Aqua l'été et Lapis Grey l'hiver,
La production initiale était de 8 000 modèles, mais face à la demande, 12 000 modèles supplémentaires furent produits, atteignant un total de 20 073 unités.

## Galerie

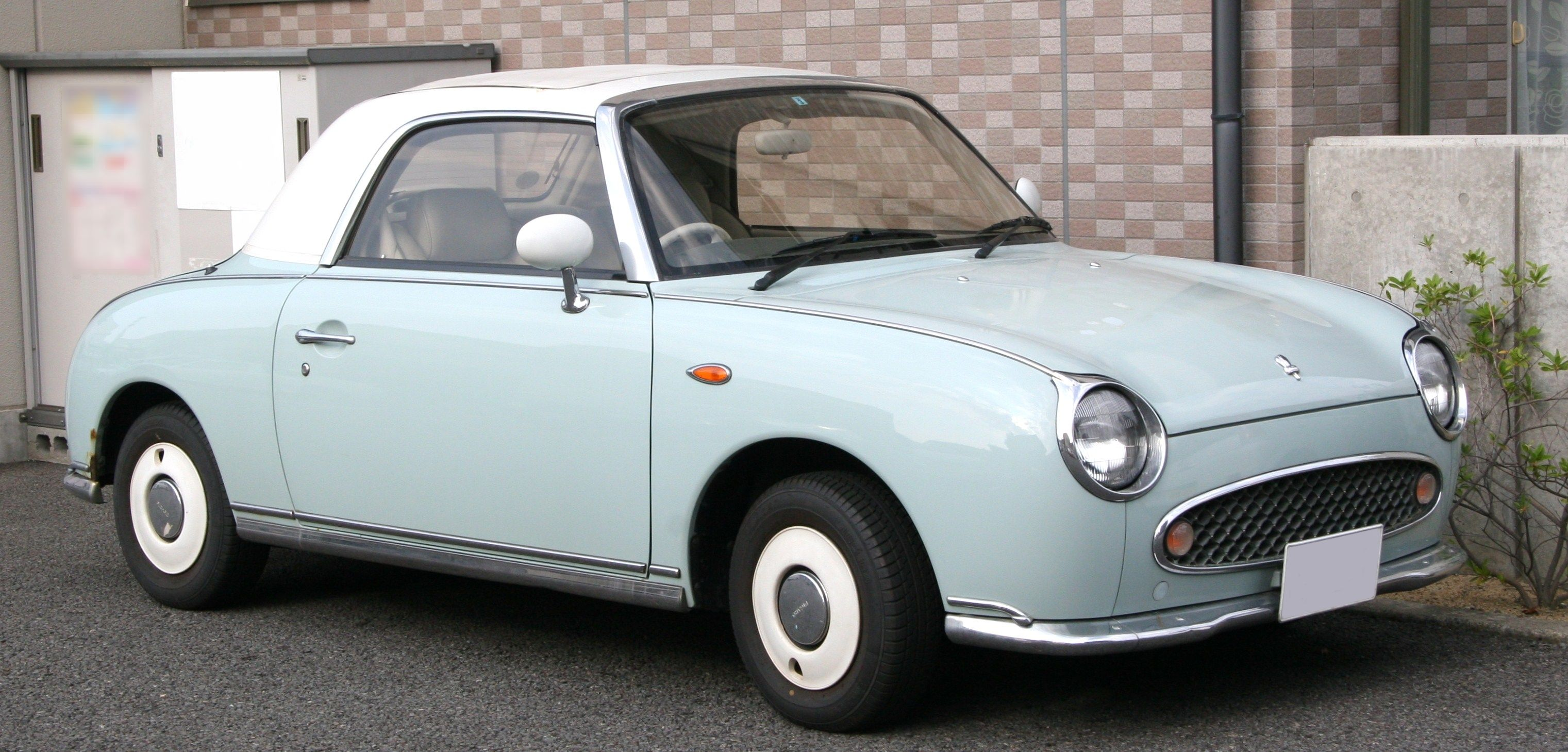
Nissan Figaro Pale Aqua
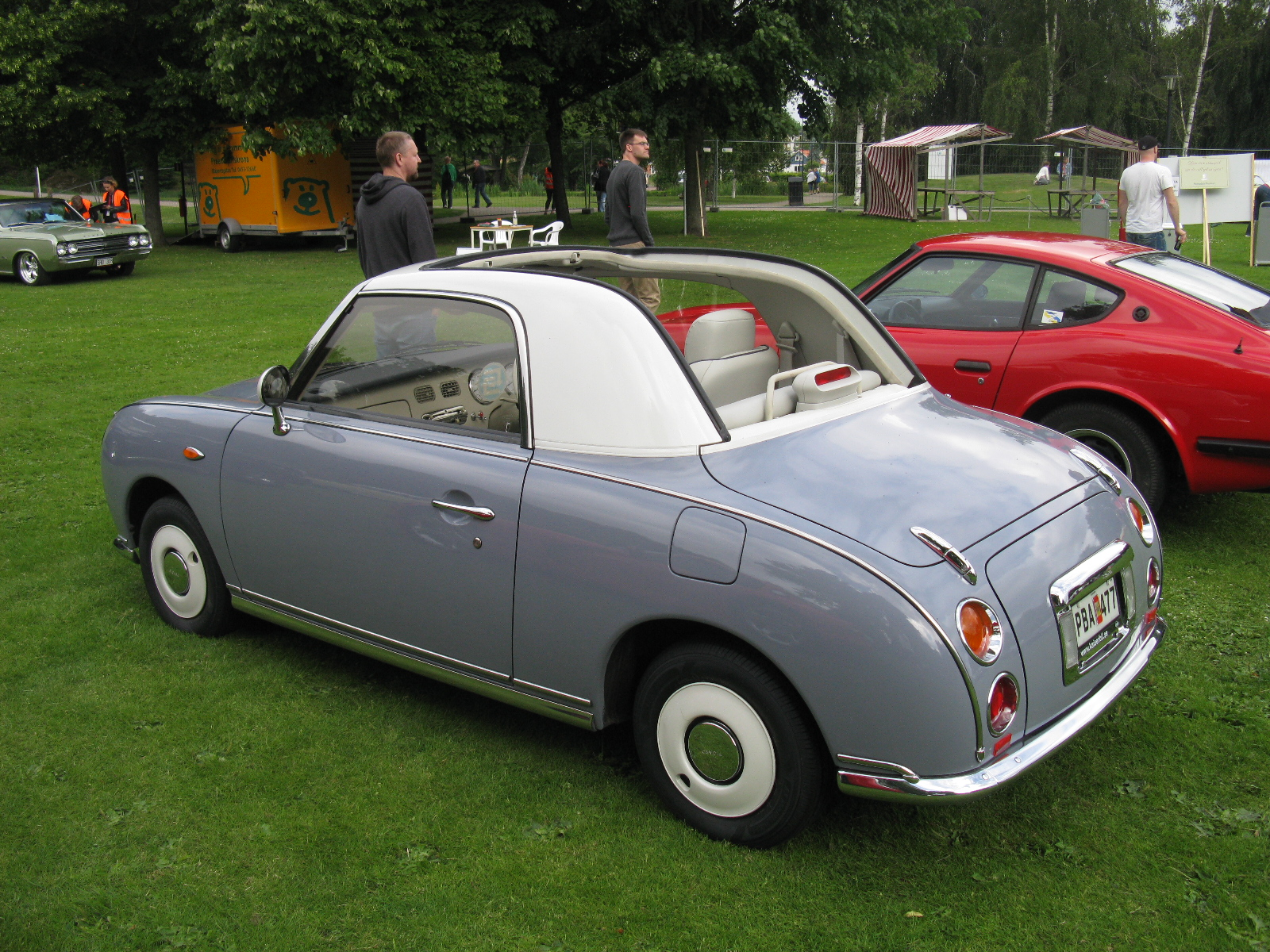
Nissan Figaro Lapis Grey
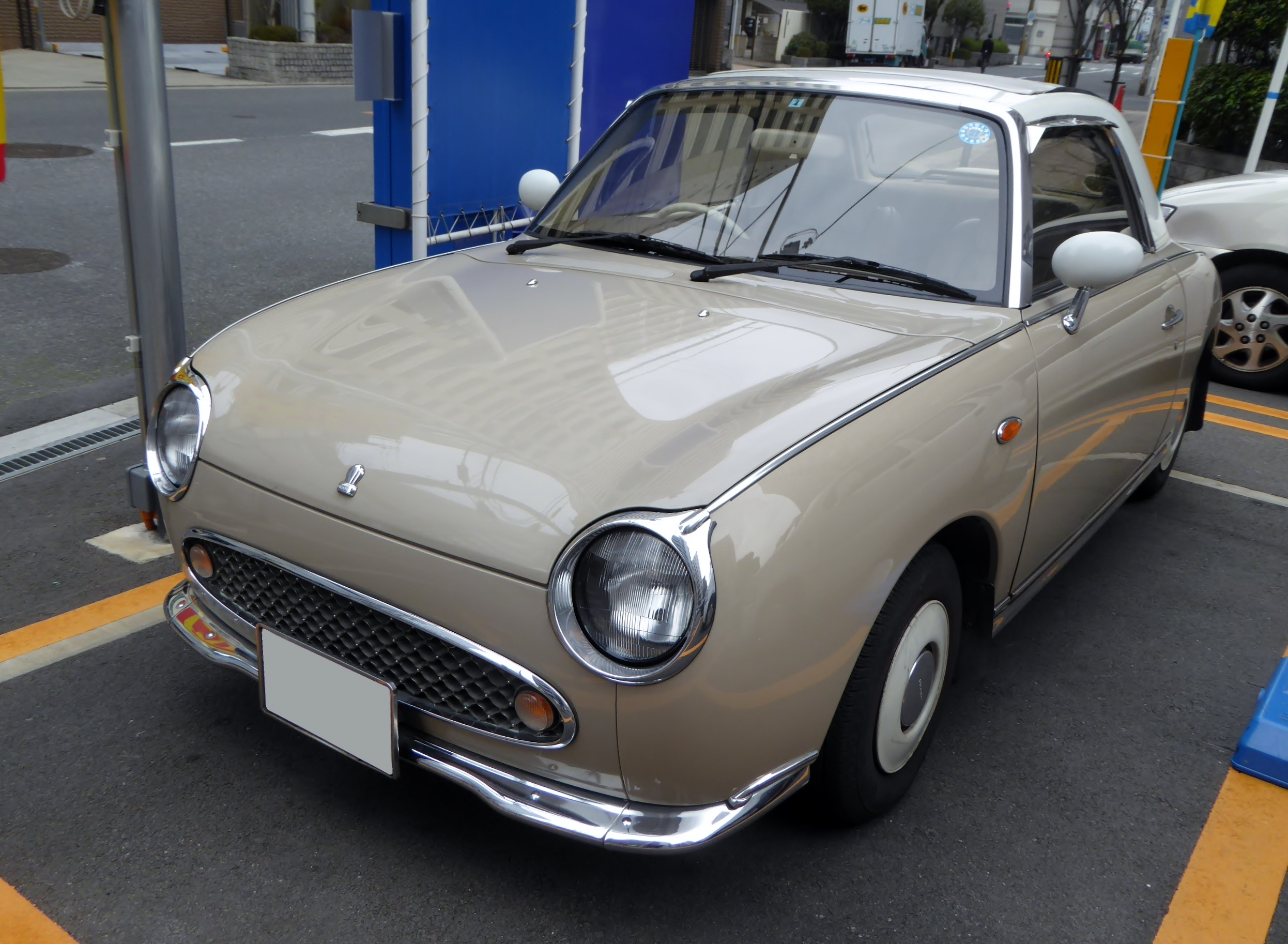
Nissan Figaro Topaz Mist